# Guerra d'Hivern
|  | Per a d'altres significats, vegeu Guerra Finlandesa |

La Guerra d'Hivern  (en finès  talvisota, en rus  Зимняя война, en suec  vinterkriget) va esclatar quan la Unió Soviètica va atacar Finlàndia el 30 de novembre de 1939, dos mesos després de l'inici de la Segona Guerra Mundial i la Invasió Soviètica de Polònia. Com a conseqüència, l'URSS va ser expulsada de la Societat de Nacions el 14 de desembre. Stalin havia esperat conquerir el país sencer cap a final de l'any, però la resistència finlandesa va frustrar les forces soviètiques, que superaven en nombre els finesos a raó de tres a un. Finlàndia va aguantar fins al març de 1940, quan va haver de signar un tractat de pau en el qual va cedir a la Unió Soviètica prop del 10% del territori finès i el 20% de la seva capacitat industrial.
El resultat de la guerra va ser complex. Tot i que les forces soviètiques van poder finalment travessar la defensa finesa, ni la Unió Soviètica ni Finlàndia van sortir il·lesos del conflicte. Les pèrdues soviètiques al front van ser molt elevades i la posició internacional del país va patir. Encara pitjor, la destresa combativa de l'Exèrcit Roig va ser posada en qüestió, un fet que va contribuir fortament a la decisió de Hitler de llançar l'Operació Barbarroja. Finalment, les forces soviètiques no van complir el seu objectiu primari de la conquesta de Finlàndia, ja que només van aconseguir una cessió de territori al costat del llac Ladoga. Els finesos van retenir la seva sobirania i van atraure considerable bona voluntat internacional.
Els preparatius franc-britànics per donar suport a Finlàndia a través del nord d'Escandinàvia (la campanya aliada a Noruega) van ser impedits per l'armistici del 15 de març. No obstant això, la missió va seguir endavant amb la nova fita d'ocupar les mines de ferro del nord de Suècia, provocant la invasió de Dinamarca i Noruega per l'Alemanya Nazi el 9 d'abril de 1940 (Operació Weserübung).
La Guerra d'Hivern (talvisota en finès, vinterkriget en suec) va ser un desastre militar per a la Unió Soviètica. No obstant això, Stalin va aprendre d'aquest fracàs i va veure que el control polític sobre l'Exèrcit Roig ja no era factible. Després de la Guerra d'Hivern, el Kremlin va iniciar el procés de reinstaurar oficials qualificats i modernitzar les seves forces, una decisió que permetria als soviètics resistir la invasió alemanya. Es podria discutir que tampoc els exèrcits de França, Gran Bretanya, o els Estats Units haurien estat preparats per a la guerra hivernal, tot i que això està poc provat. A la batalla del Bulge (o de les Ardenes) al final de 1944, es van poder veure, però, milers de soldats de les tropes estatunidenques atrapats per un clima relativament suau comparat amb l'hivern nòrdic.

## Antecedents
Finlàndia havia estat part del Regne de Suècia fins que la Rússia tsarista la va conquerir el 1808, i la va convertir en un estat coixí entre ambdós regnes amb la finalitat de protegir la capital russa de l'època, Sant Petersburg.
La Carèlia oriental (incloent-hi l'istme carelià que seria el camp de batalla de la Guerra d'Hivern) tenia uns antecedents històrics diferents dels de la resta de Finlàndia. Va ser possessió de la república russa medieval de Nóvgorod (vegeu també Guerres suec-novgorodenses), i més tard de l'estat de Moscou. El 1617 la Carèlia Oriental va arribar a trobar-se sota domini suec. Durant el domini suec aquesta regió va perdre tota la població russa i Carèlia. El 1721, com a resultat de la Gran Guerra del Nord, l'istme carelià va tornar a mans russes, fins que un segle més tard, el 1809, el tsar Alexandre I transferí aquesta regió al Gran Ducat de Finlàndia.
Després de la Revolució russa que va portar els bolxevics al poder, Finlàndia es va declarar independent el 6 de desembre de 1917. Es van crear forts llaços entre Alemanya i Finlàndia quan l'Imperi alemany va ajudar clandestinament els finesos a obtenir la seva independència. Un dels mitjans utilitzats va ser entrenar finesos voluntaris, coneguts com a Jägers, per enviar-los a lluitar contra Rússia durant la Primera Guerra Mundial. La derrota alemanya va impedir l'establiment d'un príncep alemany com a Rei de Finlàndia. Malgrat tot, els llaços d'unió entre els dos països van seguir sent forts, tot i que els finesos no miraven amb bons ulls l'ascens al poder dels nazis.
Per contra, les relacions entre la Unió Soviètica i Finlàndia van ser fredes i tenses des de l'inici. Dos intents de russificació de Finlàndia per part de la Rússia tsarista i la repressió violenta d'una revolta socialista a Finlàndia, havien fet que ambdós països es miressin amb desconfiança. Stalin, mentre es preparava lentament per a una inevitable guerra amb l'Alemanya nazi, es va adonar que la frontera finesa (que creua l'istme carelià) estava a només 32 quilòmetres de Leningrad, cosa que en feia una excel·lent base per a una invasió germànica. El 1932, la Unió Soviètica va signar un tractat de no-agressió amb Finlàndia, i el 1934 es va reafirmar el tractat per deu anys més.
L'abril de 1938 els soviètics van iniciar negociacions diplomàtiques amb Finlàndia, amb l'objectiu de desenvolupar una defensa unida contra Alemanya. A poc a poc, les sol·licituds soviètiques d'intercanviar territori amb Finlàndia es van anar convertint en demandes, i un any després les negociacions estaven estancades, mentre que la situació política europea es deteriorava ràpidament.
El 23 d'agost de 1939, la Unió Soviètica i Alemanya van signar el Pacte Molotov-Ribbentrop, que estipulava que no hi hauria agressió entre els dos països per deu anys. Una clàusula secreta desglossava el repartiment dels països de l'Europa Oriental entre els països signants. Finlàndia va quedar en l'esfera d'influència soviètica, mentre que Polònia havia de ser dividida entre ambdós. L'1 de setembre del mateix any, Alemanya va envair Polònia, tres setmanes després la Unió Soviètica va envair-la des de l'est. Respectant el pacte nazi-soviètic, Polònia va ser dividida.

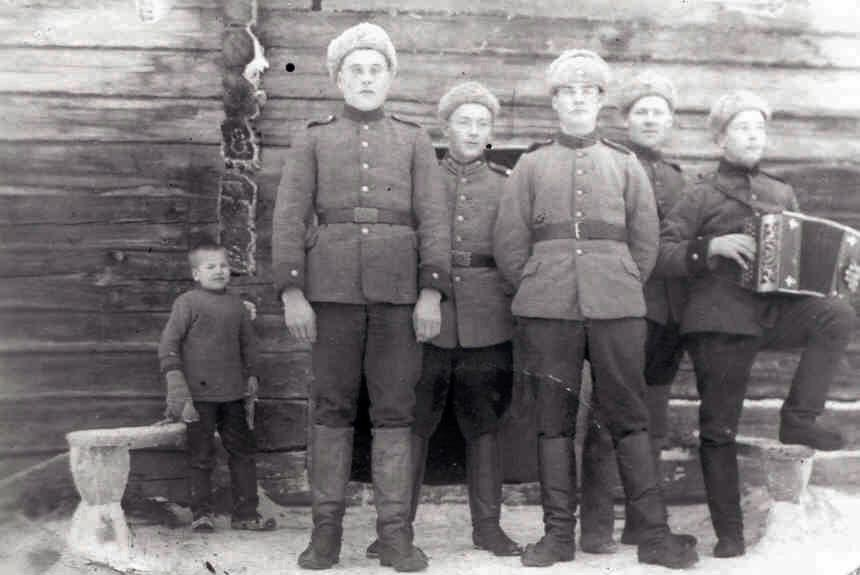
Soldats finesos durant la Guerra d'Hivern

A la tardor de 1939, la Unió Soviètica va realitzar la seva última demanda a Finlàndia: la frontera s'havia de moure 25 quilòmetres enrere des Leningrad i a més s'havia de permetre l'establiment d'una base naval a la península de Hanko durant trenta anys. La Unió Soviètica oferia a canvi una àrea de Carèlia el doble d'extensa, però menys desenvolupada que el territori demanat. El President finès Urho Kekkonen declararia al setembre de 1963, "Quan avui en dia, 20 anys després, ens posem en la posició de la Unió Soviètica, a la llum de la invasió de Hitler el 1941, la preocupació que la Unió Soviètica tenia, i havia de tenir, en relació amb la seva seguretat al final de la dècada dels 30, es torna comprensible. "
El govern finlandès va refusar acceptar les demandes soviètiques. El 26 de novembre va tenir lloc el Bombardeig de Mainila, un atac de bandera falsa en el qual l'artilleria soviètica va atacar diverses àrees prop del llogaret rus de Mainila, anunciant després que l'atac havia estat finès i que diversos soldats soviètics havien mort. Els soviètics es van queixar, una vegada més, que Finlàndia replegava tropes seves 25 quilòmetres enrere de la frontera, i volien que demanessin disculpes per l'incident. Finlàndia va negar estar-hi involucrada i va refusar demanar disculpes. La Unió Soviètica va declarar, llavors, que el Pacte de no-agressió de 1934 no seguia vigent i el 30 de novembre va atacar Finlàndia amb 23 divisions, sumant 450.000 homes i assolint ràpidament la Línia Mannerheim.
Un govern titella va ser creat llavors a la petita àrea del territori finès ocupada, al poble fronterer de Terijoki l'1 de desembre, establint-se la República Democràtica de Finlàndia, amb Otto Kuusinen com a Cap d'Estat.

## Inici de la guerra
La tàctica soviètica era simple: s'emprarien quatre exèrcits sota el comandament del comandant Kiril Meretskov, que atacarien la frontera finlandesa, de més de 1.200 quilòmetres de longitud, essent les seves principals armes la superioritat numèrica i la utilització aclaparadora de tancs i avions. El 7 Exèrcit es llançaria contra la línia Mannerheim d'uns 130 quilòmetres de longitud des de l'Istme de Carèlia, i, després d'ocupar Viipuri, es dirigiria a Hèlsinki, la capital finlandesa. El 8 Exèrcit atacaria, al seu torn, des de la riba oriental del llac Ladoga, mentre que el 9 Exèrcit creuaria més al nord i arribaria ràpidament a la costa oest del país a Oulu, dividint Finlàndia en dos. El 14 Exèrcit s'encarregaria d'ocupar el port de Petsamo, al nord del país, que era considerat una potencial amenaça per al port rus de Múrmansk en cas que fos ocupat pels enemics de la Unió Soviètica.
Finlàndia només havia tingut temps per mobilitzar 180.000 homes que, no obstant, s'havien entrenat en tàctiques de guerrilla, practicant l'ús de l'esquí per desplaçar-se, estudiant la geografia del futur camp de batalla i obtenint vestits de camuflatge eficients. Al mateix temps, van improvisar una bomba casolana ja utilitzada amb èxit en la Guerra Civil espanyola, que en la Guerra d'Hivern seria batejada com a còctel Molotov o Bomba Molotov. L'hivern de 1939 i 1940 va ser extremadament dur, amb temperatures de -40° centígrads que, malgrat tot, els finesos podien suportar amb més facilitat que els russos. Conscients de la seva inferioritat numèrica, els finesos no es van atrevir a enfrontar-se als invasors soviètics en el camp de batalla, sinó que van atacar els grups enemics aïllats i van fer de les línies d'aprovisionament enemigues els seus principals objectius. En aquests grups aïllats destacaven els franctiradors, els quals causaven el terror entre les files soviètiques, com el famós Simo Häyhä, qui en els 115 dies de guerra va arribar a eliminar fins a 505 soldats soviètics.
Tot i que hi havia molts comunistes a Finlàndia, el mal tracte infligit als finesos residents a la Unió Soviètica durant la Gran Purga de Stalin, va col·locar gairebé tots els finesos, sense importar-ne la filiació política, contra el país invasor. A més, després de la Guerra Civil finlandesa, s'havien dictat moltes lleis que van reduir la barrera entre els estrats de la societat. Aquest esperit d'unió entre els finesos, posteriorment va ser anomenat l'"Esperit de la Guerra d'Hivern", encara que cal ressaltar que a molts comunistes no se'ls va permetre entrar a l'exèrcit.

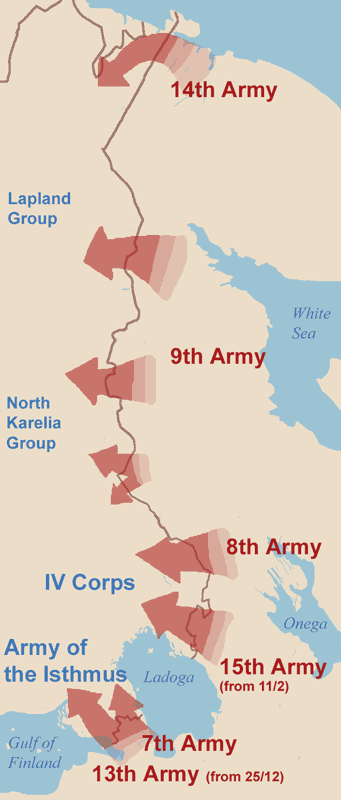
Moviments inicials en la Guerra d'Hivern

Mentre que el factor polític va influir de forma positiva en la defensa finlandesa, en el cas soviètic va ser tot el contrari. Els oficials soviètics eren extremadament arrogants i aparentment incompetents, ja que molts d'ells havien obtingut el càrrec gràcies a les seves connexions polítiques més que per la seva destresa. Molts d'aquests nous comandants seguien les tàctiques obsoletes de la Primera Guerra Mundial i, amb por per no fer enfadar els alts oficials soviètics, no tenien iniciativa. En moltes ocasions van patir grans pèrdues, en no retirar-se de posicions on el sentit comú deia el contrari, ja que no rebien l'ordre de fer-ho. S'estima que el 80% dels comandants de l'Exèrcit Roig havien estat substituïts durant la Gran Purga. Diversos testimonis asseguren que entre els exèrcits russos hi havia bandes de música, anticipant la celebració d'una victòria ràpida. També asseguren que els soldats avançaven despreocupats pel front, cantant l'himne nacional soviètic, sense preocupar-se per la resistència finlandesa.
L'Exèrcit Roig no estava ben equipat per a la guerra a l'hivern, especialment en els densos boscos; a més, molts dels vehicles utilitzats no havien estat provats a temperatures extremes i van haver de mantenir-se els vehicles engegats les 24 hores del dia, per evitar que el combustible es congelés en el motor.
Tots aquests contratemps van influir en el fet que la força d'invasió soviètica inicial, de 200.000 homes i 900 canons, no pogués fer front als 130.000 homes i canons defensors desplegats a l'Istme de Carèlia. Els mil tancs soviètics emprats en l'ofensiva van ser molt mal utilitzats i se'n van perdre molts. Aquest fracàs ressalta encara més en comprovar el pobre equipament dels finlandesos. Molts dels soldats finlandesos no tenien uniforme i havien d'utilitzar la seva pròpia roba i confeccionar-se una insígnia. Aquests uniformes variats van ser batejats com el "model Cajander", en al·lusió al primer ministre finès Aimo Cajander. Tot i això, la mala preparació dels soldats soviètics enviats a Finlàndia va lliurar moltes armes directament als finlandesos que, afortunadament per a ells, feien servir el mateix calibre. Així, el botí pres a l'enemic va ser essencial per mantenir la resistència finlandesa. A més, els líders soviètics sentien desconfiança dels soldats russos que vivien a prop de Finlàndia i van optar per utilitzar soldats del sud del país per a la invasió, malgrat que estaven menys habituats a lluitar a la neu i en els boscos àrtics. El general Meretskov pensava que la guerra seria curta, d'una setmana a tot estirar, i no es va molestar en vestir els soldats apropiadament. En canvi, la majoria de la població finlandesa vivia fora de les ciutats i doncs disposava de roba d'hivern per suportar un dels pitjors hiverns en la història de Finlàndia.
En el terreny de la guerra aèria, la Unió Soviètica va quedar malparada també, ja que les fortes defenses antiaèries finlandeses van abatre un nombre extremadament alt d'avions soviètics. Per exemple, el dia 105 de la guerra la força de caces finlandesos D-XXI va abatre 120 bombarders russos, perdent només 12 caces i 8 pilots. En total, 684 avions soviètics van ser abatuts durant la guerra, 240 dels quals per caces finlandesos. Per la seva banda, Finlàndia va perdre 62 avions.
Al nord, les divisions soviètiques 103a i 52a van aconseguir capturar el port de Petsamo amb l'ajut de l'artilleria costanera, però, en anar avançant cap a Rovaniemi o Ravaniemi, la capital de Lapònia, les baixes van començar a augmentar dràsticament, arribant a situar-se en 42 baixes soviètiques per cada baixa finesa. Més al sud, els soviètics van decidir que la captura del poble de Suomussalmi era important per a l'avanç de la guerra al centre de Finlàndia, ja que en capturar el centre ferroviari d'aquest centre poblat es podrien transportar ràpidament provisions a les tropes del front. Per capturar aquest poblat es va enviar la 163a Divisió, dotada d'uns 17.000 homes, una força tres vegades superior a la força finlandesa a la zona.

## Desastres soviètics
Continuant la seva marxa en Rovaniemi, les divisions 103a i 52a van ser aturades finalment a més de 370 quilòmetres del seu objectiu, mentre que al centre de Finlàndia, les divisions 88a i 122a, l'objectiu de les quals també era Rovaniemi, van ser aturades quan havien penetrat només 60 quilòmetres endins del país.
Al desembre era obvi que la invasió no havia de ser el passeig militar que inicialment s'havia pensat. Tot i això, malgrat les fortes baixes que els soviètics havien patit, la pitjor humiliació encara no havia arribat.
Tal com havia estat planejat, la 163a Divisió soviètica, majoritàriament desoldats mongols, va avançar cap a Suomussalmi el novembre de 1939. L'11 de desembre va començar a ser atacada per guerrillers finlandesos, i a causa del seu avanç despreocupat, sense protegir els seus flancs, va poder ser encerclada per una força menor. Cap al 30 de desembre, la 163a divisió havia estat destruïda. Però els combatents de Suomussalmi encara no estaven satisfets.
La 44a Divisió d'Infanteria Soviètica també va arribar a la rodalia de Suomussalmi, més o menys en la mateixa data en què la 163a Divisió estava sent encerclada. En l'anomenat "Incident de Raatteentie", ocorregut durant la batalla de Suomussalmi, la 44a Divisió (prop de 25.000 ucraïnesos) vanç marxar per l'estreta carretera de Raate directament cap a una emboscada finlandesa, en la qual una unitat anomenada "Osasto Kontula" (de 300 homes) va bloquejar el pas de la divisió, mentre el coronel finlandès Siilasvuo i la seva divisió de 6.000 homes la va atacar per la rereguarda, dividint la divisió desplegada al llarg de la carretera en seccions petites, anomenades motti en finlandès que van ser destruïdes una per una. El 8 de gener, els supervivents de la 44a Divisió es van retirar i la batalla de Suomussalmi va acabar. En ambdós atacs a Suomussalmi, els finlandesos van tallar els subministraments soviètics de manera que al cinquè dia sense menjar i amb temperatures de -40°, els soldats soviètics es van començar a llançar desordenadament contra els finlandesos que els fustigaven, morint-ne centenars de forma estúpida. Mentre els finlandesos van perdre 800 homes de 6.300, els soviètics en van perdre 23.000. A més, Finlàndia va capturar 43 tancs, 71 canons d'artilleria i antiaeris, 29 canons antitancs, tractors, 260 camions, 1.170 cavalls i moltes armes, municions i material mèdic.

## Fi de la guerra
Després de l'hivern, Suècia i Alemanya van pressionar Finlàndia perquè negociés la pau. El 29 de gener, els finlandesos van rebre una carta de Moscou on es declarava que el govern soviètic no s'oposava a signar un tractat per concloure la guerra. Finlàndia va acceptar, però les condicions imposades eren tan dures que les van rebutjar, ja que en aquell moment l'Exèrcit Roig, només havia penetrat uns pocs quilòmetres en territori finès.
Quan la notícia de Suomussalmi havia arribat al Kremlin, Stalin furiós havia canviat el comandament de la guerra, nomenant Semion Timoixenko com a nou comandant. L'1 de febrer es va reiniciar l'ofensiva, aquest cop amb 600.000 soldats descansats o portats d'altres llocs. En aquesta ocasió el suport de l'artilleria va ser aclaparador i exagerat, encara que va aconseguir l'efecte desitjat. Els cansats defensors finlandesos van ser sobrepassats i, a inicis de març, la línia Mannerheim va ser finalment trencada, deixant el camp lliure a l'ocupació soviètica.
En aquest punt Anglaterra i França van oferir ajuda (100.000 anglesos i 35.000 francesos, concretament), i van ser enviats el 20 de març 15.000 soldats, arribant la resta després. Els aliats van exigir dues condicions per enviar l'ajuda:
- Finlàndia havia de demanar l'ajuda oficialment.
- Noruega i Suècia haurien de permetre el pas de les tropes angleses i franceses pel nord dels seus territoris.

S'ha suggerit que la veritable intenció d'aquest ajut tardà era l'ocupació del nord de Suècia i els ports noruecs, privant Alemanya de l'acer, a més de pressionar els dos països ocupats a unir-se al bàndol aliat.

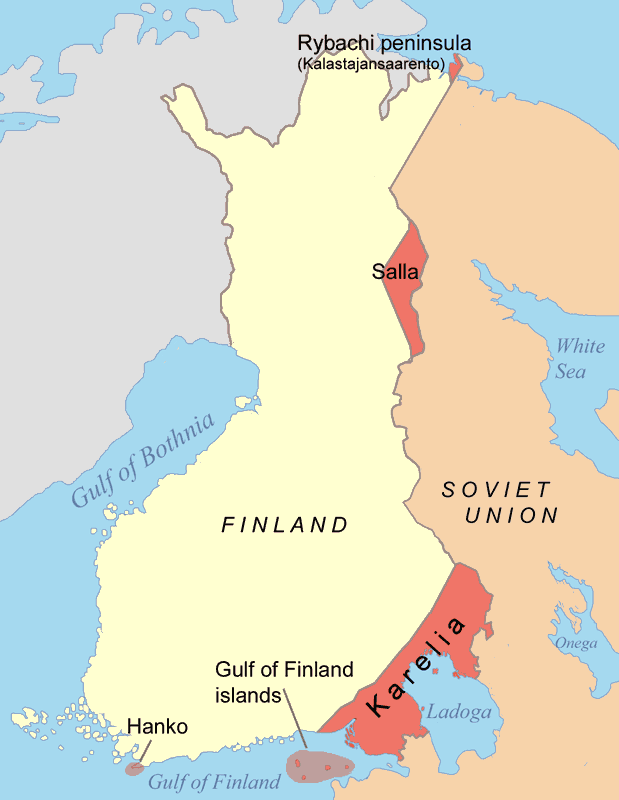
Territoris cedits a la Unió Soviètica per Finlàndia el 1940.

Finlàndia mai no va respondre a aquesta oferta, ja que els líders finesos es van adonar que l'ajuda mai arribaria a temps per salvar el seu país.
El 12 de febrer els russos van presentar les seves demandes de nou, aquesta vegada no només exigien a la ciutat de Hanko, sinó que també volien l'Istme de Carèlia i el nord del llac Ladoga. El 13 de febrer, el canceller finès va viatjar a Suècia a demanar ajuda immediata, però els suecs s'hi van negar.
El 3 de març Finlàndia va declarar que accediria a signar la pau si es permetia conservar Viipuri i Sortavala, obtenint una resposta negativa. El 8 de març una delegació finesa va viatjar a Moscou per redactar el tractat de pau, que va ser signat finalment el 13 de març de 1940. A les 11 del matí d'aquest dia va finalitzar la guerra.
Les condicions del tractat de pau van ser les següents:
- Tot l'istme de Carèlia i el territori al nord del llac Ladoga, incloent-hi les ciutats de Viipuri, Käkisalmi i Sortavala, serien cedits.

- Una àrea a prop de Salla i Kuusamo seria cedida, amb l'objectiu de protegir el ferrocarril de Múrmansk.
- La part occidental de l'illa Kalastajasaarento, al nord de Petsamo seria cedida.
- Les illes orientals del Golf de Finlàndia, incloent-hi Suursaari, serien cedides.
- Hanko estaria ocupada per la Unió Soviètica durant trenta anys, a més es reservarien el dret d'instal·lar-hi bases militars.

Altres condicions establien que els soviètics podrien creuar lliurement per Petsamo per arribar a Noruega, a més, Finlàndia va haver de reconstruir certes vies de tren destruïdes i regalar els ferrocarrils i els vagons per a aquestes, així com llits, equip mèdic, medicines, etc. Tanmateix, no podia formar aliances amb blocs oposats a la Unió Soviètica.
La reacció finlandesa davant les dures condicions imposades per la Unió Soviètica va ser de sorpresa. Les victòries de desembre els havien fet creure que podien derrotar el país agressor, i molt pocs finlandesos es van adonar de com de prop va estar el seu exèrcit de ser destruït al març de 1940. Aquest 13 de març les banderes finlandeses van ser col·locades a mig pal.

## Conseqüències
Els finlandesos van declarar haver perdut 25.000 homes i haver patit 55.000 ferits. Les xifres soviètiques van ser retocades, l'única xifra oficial que es pot aproximar a la realitat és la que va donar Nikita Khrusxov en les seves memòries: uns 270.000 soldats.
Finlàndia va perdre el 10% del seu territori, en el qual habitaven uns 450.000 finesos, que van preferir marxar, deixant deserta la regió conquerida, que va ser repoblada amb russos. També van perdre el 17% del seu sistema ferroviari, el 10% de les zones agrícoles, l'11% dels boscos i el 17% de la seva capacitat elèctrica.
La República Democràtica de Finlàndia va ser convertida en la República Socialista Soviètica Carelo-Finesa, i Otto Kuusinen va passar a ser el seu canceller fins a 1956, quan va ser annexada a la República Socialista Federativa Soviètica de Rússia.
La Guerra d'Hivern és considerada molt important en el desenvolupament de la història contemporània, ja que va tenir les següents conseqüències:
- Finlàndia va mantenir la seva autonomia i es va mantenir a l'oest del Teló d'Acer, sense pertànyer mai al bloc soviètic durant la Guerra Freda.

- Stalin es va adonar que seleccionar els comandaments militars d'acord amb el seu rerefons polític provocava la ineficiència de l'exèrcit i restituí en el càrrec oficials com Konstantín Rokossovski, destituïts durant la Gran Purga només per no ser entusiastes comunistes. A més, es va adonar de l'endarreriment de les tècniques i màquines de guerra soviètiques, i va emprendre la reforma de l'Exèrcit Roig, que va col·locar-lo en una millor posició per afrontar la futura invasió germànica de 1941.

- Hitler es va adonar també de la debilitat de la Unió Soviètica i es va convèncer que no havia d'esperar fins a 1945 per atacar-la.

## Voluntaris estrangers
L'opinió mundial sempre va simpatitzar amb Finlàndia, per la qual cosa voluntaris de l'estranger van donar suport a l'autonomia del país escandinau. La xifra oficial és la següent: 1.010 danesos, 895 noruecs, 372 de la regió de Ingria, 346 finlandesos que vivien a l'estranger, i 210 estrangers d'altres països. Entre aquests últims hi havia l'actor britànic Christopher Lee, que confessa que per la seva nacionalitat no se li va enviar mai al capdavant.
Suècia va enviar 8.000 soldats voluntaris, però, a última hora, va canviar d'opinió i van ser retirats abruptament del front. En van morir només 33 a les poques hores que van lluitar. A més, un terç dels pilots suecs s'hi van oferir, però no se'ls va permetre anar-hi i se'ls va baixar el rang. Aquesta manca de solidaritat sueca va causar animositat vers els suec entre els finlandesos, que encara avui en dia asseguren que si Suècia hagués donat suport a Finlàndia des de l'inici, potser la Unió Soviètica mai hagués atacat.
El pilot alemany, Carl Gustaf von Rosen, parent de Hermann Göring, també va participar en la guerra donant suport a Finlàndia.